# Maurício Manieri

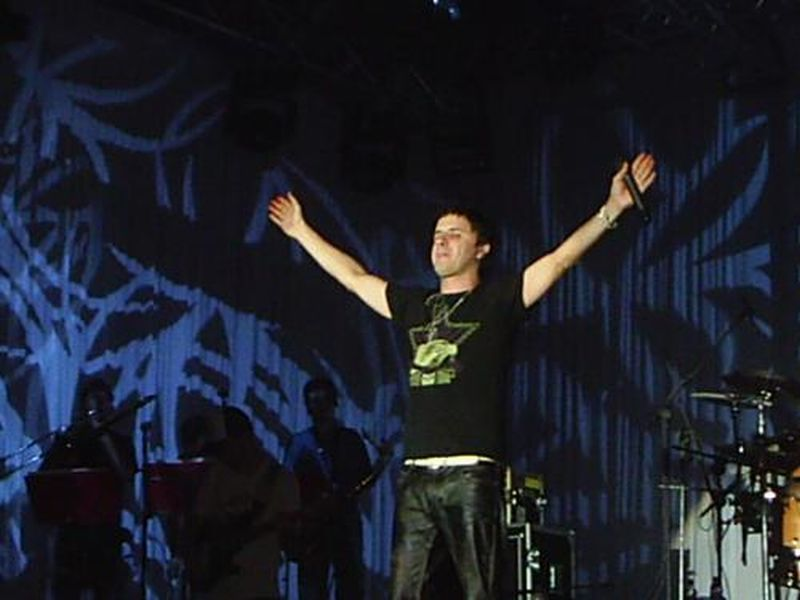
Maurício Manieri.

Maurício Manieri (São Paulo, 10 de septiembre de 1970) es un cantante y músico brasileño.